# Томсон (Илиноис)
Томсон (енгл. Thomson) град је у америчкој савезној држави Илиноис.

## Демографија
По попису из 2010. године број становника је 590, што је 31 (5,5%) становника више него 2000. године.
| Група             | 2000.       | 2010.       |
| Белци             | 541 (96,8%) | 541 (91,7%) |
| Афроамериканци    | 0 (0,0%)    | 19 (3,2%)   |
| Азијати           | 5 (0,9%)    | 2 (0,3%)    |
| Хиспаноамериканци | 3 (0,5%)    | 17 (2,9%)   |
| Укупно            | 559         | 590         |